# Ґутово-Ґуркі
Ґутово-Ґуркі (пол. Gutowo-Górki) — село в Польщі, у гміні Завідз Серпецького повіту Мазовецького воєводства.
Населення — 51 особа (2011).
У 1975-1998 роках село належало до Плоцького воєводства.

## Демографія
Демографічна структура станом на 31 березня 2011 року:
|          | Загалом | Допрацездатний вік | Працездатний вік | Постпрацездатний вік |
| -------- | ------- | ------------------ | ---------------- | -------------------- |
| Чоловіки | 29      | 10                 | 17               | 2                    |
| Жінки    | 22      | 5                  | 9                | 8                    |
| Разом    | 51      | 15                 | 26               | 10                   |